# Luftfrachtersatzverkehr
Luftfrachtersatzverkehr (engl. Road Feeder Service) ist die Bezeichnung für den Transport von Luftfrachtsendungen mit Luftfrachtbrief auf der Straße. Im Fachjargon spricht man auch von RFS (road feeder service). Luftfrachtersatzverkehr dient auch der Entzerrung von Frachtkapazitäten an großen Flughäfen. So nimmt Air France Cargo die Luftfracht am Flughafen Frankfurt Main an und bringt sie dann auf dem Landweg zur Versendung an den Flughafen Frankfurt-Hahn.
Die Internationalen Luftverkehrsgesellschaften haben an den Hauptflughäfen eigene Niederlassungen und organisieren den Hauptlauf, also den echten Transport mit Flugzeug von einem Ort zum anderen.
Ist das Flugzeug gelandet, sind auch Sendungen für andere nahegelegene Städte mit Flugplätzen an Bord. Da der Weiterflug aufgrund der Treibstoffkosten, Landegebühren usw. viel zu kostspielig ist, bedient man sich der Weiterleitung mit dem LKW im Nachtsprungverfahren zum Zielort. Dabei wird Luftfracht, die aus weit entfernten Länder eintrifft, unter Umständen bis zu  500 km oder mehr per LKW weitertransportiert.
Die im Luftfrachtersatzverkehr benutzten LKW weisen einige Besonderheiten in Bezug auf die Ladeeigenschaft auf. Beispielsweise sind die Trailer oder Wechselbrücken mit sogenannten „Roller Beds“ ausgestattet, um spezielle gebaute Flugzeugcontainer, die exakt dem Inneren eines Flugzeugrumpfes entsprechen, aufnehmen zu können. Manche Trailer sind auch besonders hoch gebaut (Jumbotrailer oder Jumboanhänger).
Wenn die Sendungen am Flughafen verladen sind, erfolgt nach einem Weitertransport über Nacht am frühen Morgen die Entladung beim „Handlingagenten“. Hierbei handelt es sich um den ständigen Vertreter der Airlines, die über kein eigenes Büro am Flughafen verfügen. Dieser stellt in seinem Lager die Sendung zur Abholung durch den Luftfrachtspediteur oder den Endempfänger bereit.